# Töpfergesellschaft Solothurn
Die Töpfergesellschaft Solothurn ist eine 1857 gegründete Vortragsgesellschaft in Solothurn, Schweiz. Durch allgemeinbildende und literarische Vorträge von Persönlichkeiten aus allen Fach- und Lebensbereichen wie Karl Jaspers, Thomas Mann, Günter Grass oder Konrad Lorenz nimmt sie eine wichtige Position unter den Schweizer Vortragsgesellschaften ein.

## 19. Jahrhundert

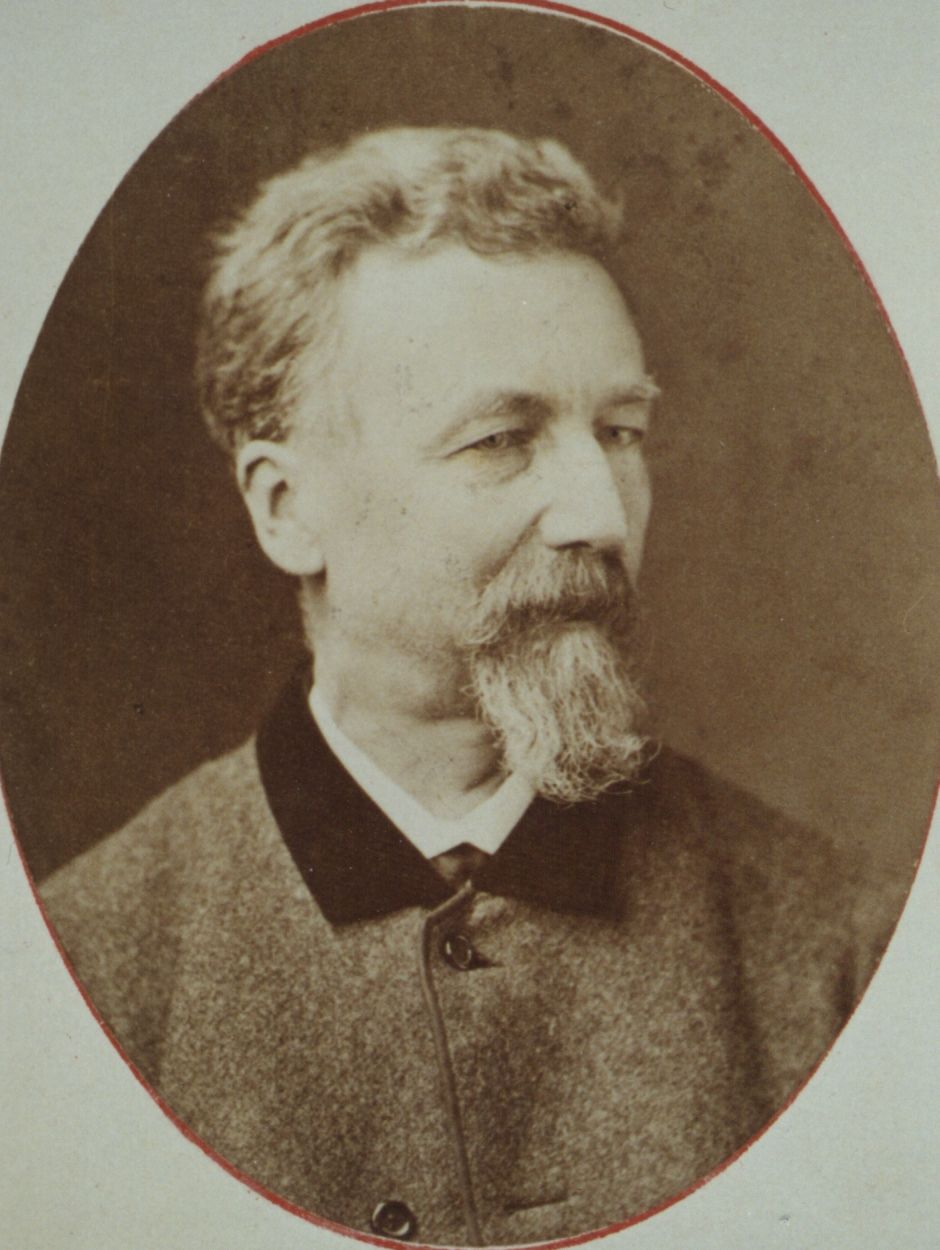
Alfred Hartmann, erster Altgeselle der Töpfergesellschaft, 1857

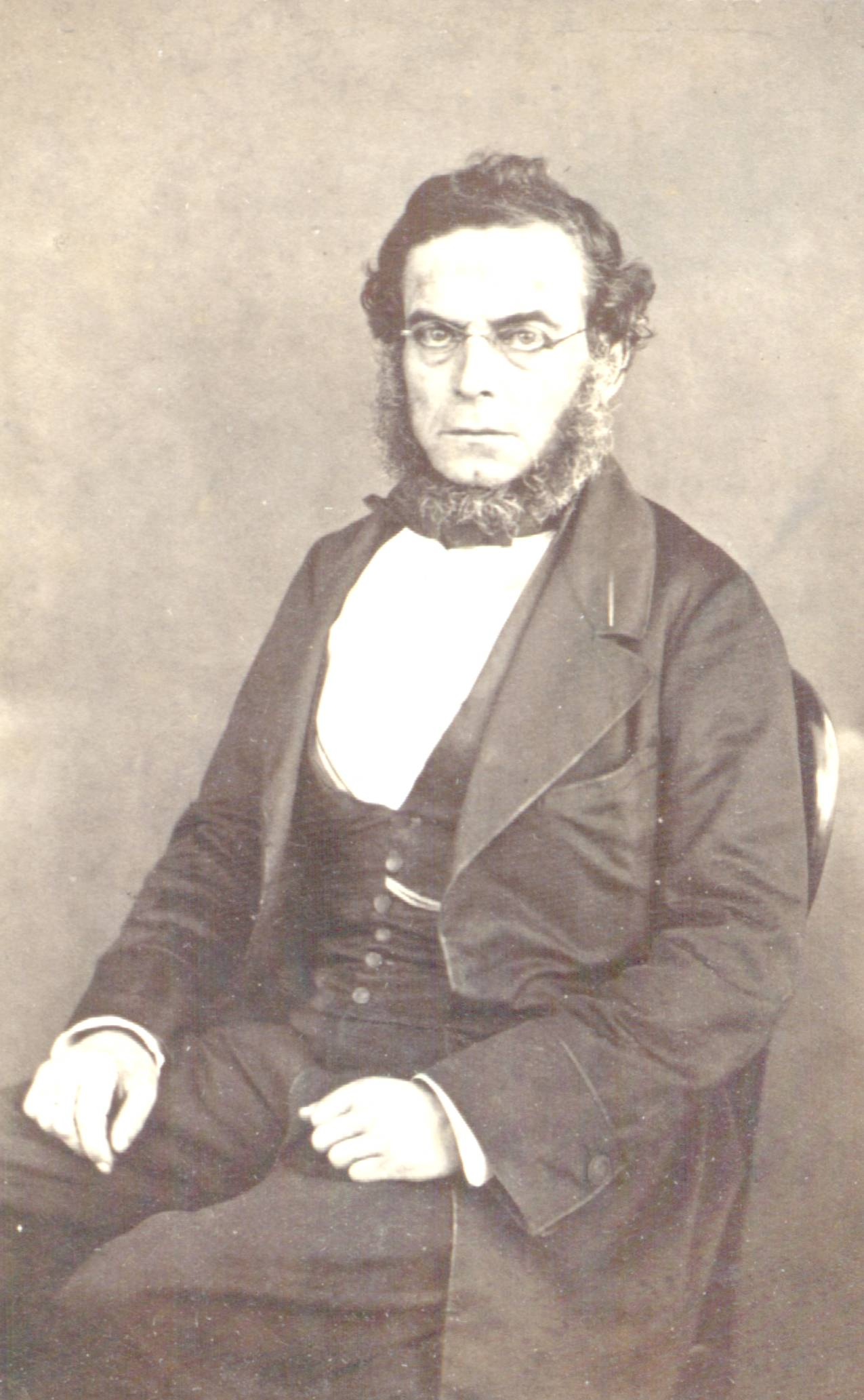
Franz Krutter, einer der Gründer der Töpfergesellschaft, 1857

1857 waren erst wenige Jahre seit Einführung der Schweizer Bundesverfassung von 1848 vergangen und die Meinungsverschiedenheiten zwischen den verschiedenen politischen Lagern, insbesondere auch innerhalb der Liberalen, die 1848 insgesamt die Oberhand gewonnen hatten, wurden immer noch mit grosser Heftigkeit ausgetragen. Im Kanton Solothurn hatten 1856 die Radikal-Liberalen als Verfechter der direkten Demokratie mit einer gewonnenen Abstimmung über die Kantonsverfassung und der Erlangung der Mehrheit im Grossen Rat und Regierungsrat einen deutlichen Sieg über die altliberalen Anhänger eines repräsentativen Systems errungen. Auch wenn sich die Lage dadurch etwas beruhigte, blieb das politische Klima doch gereizt.
In dieser Situation wurde die Töpfergesellschaft als ein Versuch, „die an geistigen Fragen interessierten Persönlichkeiten der Stadt ohne Rücksicht auf ihre Parteizugehörigkeit auf neutralem Boden zusammenzubringen“ gegründet. Das Experiment wurde von Georg Schlatter, Rektor der Höheren Lehranstalt, angeregt, und von Wilhelm Vigier, dem neu gewählten radikal-liberalen Landammann, aufgenommen. Ein knappes Dutzend Vertreter verschiedener Wissenschaftszweige folgte im Herbst 1857 Vigiers Einladung in den grossen Lehrsaal des Kollegiums, wo der Beschluss gefasst wurde, im Verlauf des Winters eine allgemeinbildende Vortragsreihe zu halten. Die Regierung stellte den Kantonsratssaal für die Veranstaltungen kostenlos zur Verfügung.
Da die erste Saison sehr erfolgreich verlief und jeder der zwanzig Vorträge gut besucht war, setzte die anfangs namenlose Gesellschaft ihre Tätigkeit in den folgenden Jahren fort. Unter ihren ersten Rednern fanden sich die Schriftsteller Alfred Hartmann und Franz Krutter, der spätere Bischof von Basel, Friedrich Fiala, und der Geologe Eduard Desor, dem die Schöpfung des Namens Töpfergesellschaft zugeschrieben wird.
Der Name der Gesellschaft nimmt Bezug darauf, dass die Vortragenden nicht nur auf inhaltliche Aspekte achten, sondern ihren Vortrag auch sorgsam gestalten sollten – wie ein Töpfer seinen Krug. Zudem waren Anklänge an das mittelalterliche Zunftwesen bei gemeinnützigen und kulturellen Gesellschaften des 19. Jahrhunderts allgemein verbreitet. „Töpfergeselle“ wurde und wird man, indem man der Einladung der Töpfergesellschaft, in Solothurn einen Vortrag zu halten, Folge leistet. Die Gesellschaft kennt – davon abgesehen – keine Mitgliedschaft und nur einen informell zusammengestellten Vorstand.
Als 1867 ein von Franz Krutter verfasster Überblick über die ersten zehn Jahre der Gesellschaft publiziert wurde, war die Töpfergesellschaft bereits ein fest etablierter Bestandteil des solothurnischen Kulturlebens. Unter ihrem ersten sogenannten Altgesellen Alfred Hartmann und seinen Nachfolgern blieb die Gesellschaft zwar eine lose organisierte Akademie, die sich nie Statuten geben sollte. Sie fuhr aber fort, mit ihrem breiten Programm ein grosses Publikum anzusprechen. Sie bewegte sich damit in einem Umfeld zahlreicher Vortragsgesellschaften, die im 19. Jahrhundert aufblühten, und konnte sich in Solothurn trotz spezifischer ausgerichteter Gesellschaften (z. B. Historischer Verein, Naturforschende Gesellschaft), die ebenfalls Vorträge veranstalteten, behaupten.

## 20. Jahrhundert
Die Töpfergesellschaft hatte sich von Anfang an auch ausdrücklich an ein weibliches Publikum gerichtet; am 2. März 1900 hielt schliesslich mit der auf die isländische Sprache und Literatur spezialisierten Philologin Adeline Rittershaus die erste Frau einen Vortrag. Vorträge von Frauen blieben jedoch in den ersten Jahrzehnten des 20. Jahrhunderts noch eine Seltenheit. In den 1920er Jahren wurden vor allem Schriftstellerinnen wie Lisa Wenger, Anna Richli und Cécile Lauber zu Lesungen aus ihren Werken nach Solothurn eingeladen. Demgegenüber wurde die Frauenfrage seit einem Vortrag von Carry Lüthy 1913, die sich energisch für Gleichberechtigung und ein Frauenstimmrecht eingesetzt hatte, vorerst nicht mehr berührt.
Die Auswahl der Vortragenden wurde zunehmend internationaler. Genannt werden können beispielsweise die deutschen Schriftsteller Max Halbe (1906), Otto Ernst (1909), Karl Henckell (1911) und Ludwig Ganghofer (1913).

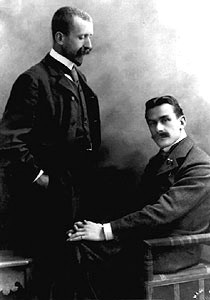
Heinrich und Thomas Mann, Fotografie Atelier Elvira, München (um 1902)

Auch in den 1920er und 1930er Jahren waren Vortragende jeder weltanschaulichen und politischen Richtung insbesondere auch aus Deutschland in der Töpfergesellschaft anzutreffen. Die Spannweite reichte vom aktiven Nationalsozialisten Hermann Burte über den jüdischen Schriftsteller Jakob Wassermann bis zum Kommunisten Ludwig Renn. Thomas Mann las 1921, 1934 und 1935 vor der Töpfergesellschaft aus seinen Werken. Die Familie Mann war auch mit Heinrich Mann 1931 und zuletzt Golo Mann 1968 in der Töpfergesellschaft vertreten.
Der Zweite Weltkrieg brachte der Töpfergesellschaft durch den Wegfall ausländischer Redner und verminderte einheimische Kapazität einige Schwierigkeiten. Potentielle Vortragende befanden sich zum Teil im Aktivdienst. Auch konnte der Kantonsratsaal wegen Rationierung der Kohle nicht mehr von der Gesellschaft genutzt werden und so musste man einen anderen Veranstaltungsort nutzen: die Aula der alten Kantonsschule.
Nach dem Krieg konnte der Kantonsratssaal wieder genutzt werden und die Gesellschaft verzeichnete u. a. durch ihre Zusammenarbeit mit dem Kunstverein einen grossen Publikumszuwachs. Trotz neuer Medien wie Kino, Radio und das aufkommende Fernsehen scheint der direkte Kontakt mit den Referenten dem Publikum weiterhin einen besonderen Reiz geboten zu haben. In den 1950er und 1960er Jahren fand es oft kaum Platz im Saal; Beispiele besonders anziehungskräftiger Redner in dieser Zeit sind der Kapuzinerprediger Heinrich Suso Braun, dessen Auftritt im Jahr 1964 die Töpferkasse mit einem Schlag „saniert“ haben soll, und der Historiker Golo Mann, der 1968 angesichts des guten Besuchs seines Vortrags eine Verdoppelung seines Honorars verlangte.
Hans Erhard Gerber, Altgeselle der Töpfergesellschaft von 1957 bis 1971, konnte für die Töpfergesellschaft besonders in seinem Fachgebiet, der Literatur, eine weithin über die Stadt hinausgehende Bedeutung sichern. In seiner Amtszeit finden sich im Gästebuch der Töpfergesellschaft u. a. Einträge von:
- Ilse Aichinger
- Alfred Andersch
- Günter Eich
- Manfred Hausmann
- Uwe Johnson
- Wolfgang Koeppen
- Adolf Muschg
- Wolfdietrich Schnurre
- Martin Walser

In den 1970er Jahren verebbte der breite Publikumszuspruch der Nachkriegszeit zunehmend und die Besuchergruppe wurde „je länger, desto statischer und homogener. Insbesondere haftete der Gesellschaft inzwischen ein stark bürgerliches Bild an, politisch links Stehende kamen nicht einmal zu Vorlesungen von Personen wie Bichsel, die enge Verbindungen in diese Kreise hatten.“ Dass die Besucherschaft der Töpfergesellschaft zunehmend nur noch aus dem Stammpublikum bestand, ist auch im Zusammenhang mit der weiter wachsenden Bedeutung elektronischer Medien sowie der geringeren Beachtung der Töpfervorträge in der Tagespresse zu sehen. In den frühen 1980er Jahren war ein Tiefpunkt erreicht: zu einzelnen Vorträgen erschienen nicht mehr als zwei oder drei Zuhörer.
Nachdem zu dieser Zeit gar die Auflösung der Gesellschaft zur Diskussion gestanden hatte, wurde jedoch unter anderem durch verstärkte Werbung für ihre Vortragstätigkeit langsam wieder ein besserer Besuch erzielt. Während der Amtszeit des Altgesellen Rolf Max Kully (1984–1989, damals Direktor der Zentralbibliothek Solothurn) und seiner Nachfolgerin, der Altgesellin Verena Bider (1992–2008, seit 2002 Co-Direktorin der Zentralbibliothek), war die Gesellschaft mit der Zentralbibliothek verbunden, in deren Lesesaal von 1992 bis 2008 die meisten Vorträge abgehalten wurden. Ein weiterer wichtiger Veranstaltungsort war das Kunstmuseum Solothurn. Seit der Saison 2008/2009 werden die Vorträge überwiegend im Historischen Museum Blumenstein abgehalten.

## Gegenwart
Die Töpfergesellschaft veranstaltet weiterhin jeden Winter ihre traditionelle Vortragsreihe. Wenn auch die Vortrags- und Besucherzahlen der Glanzzeiten kaum mehr erreicht werden, ist die Töpfergesellschaft im solothurnischen Kulturleben doch weiterhin sehr wichtig. Die Palette der angebotenen Vorträge ist dem ursprünglichen Geist der Gesellschaft entsprechend breit und farbig. An ein jüngeres Publikum richteten sich in den 2000er Jahren Referate wie diejenigen des Science-Fiction-Autors Marcus Hammerschmitt oder des Comicexperten Cuno Affolter. Naturwissenschaftliche Themen wie die Schädlingsbekämpfung mit Schlupfwespen oder militärische, wie etwa die Vorstellung der schweizerischen Luftwaffe, gehören genauso zum Angebot wie kunsthistorische und literarische Themen oder Vorträge kirchlicher Würdenträger. Vergleichspunkte sind immer Aktualität, Originalität und gesellschaftliche Bedeutung sowie die geschliffene Form.

## Publikationstätigkeit
Nachdem schon zuvor einzelne vor der Töpfergesellschaft gehaltene Vorträge in gedruckter Form erschienen waren, wurde 1906 eine Schriftenreihe „Mitteilungen der Töpfergesellschaft Solothurn“ begründet, in der in loser Folge bis 1925 einige Vorträge veröffentlicht wurden. Daneben erschienen Jubiläumsschriften und 1988 ein Verzeichnis der bis dahin gehaltenen Vorträge. Die eingeschlafene Reihe wurde 1997 von Altgesellin Verena Bider mit einer „Neuen Folge“ (ISSN 1423-3401) wiederbelebt, in der bis 2007 neun Publikationen erschienen sind. Einige Vortragstexte finden sich auch auf der 1999 eingerichteten Website.